# Zsuzsa Szabó
Zsuzsa Szabó, nata Nagy (Pécs, 16 gennaio 1940) è un'ex mezzofondista ungherese.

## Biografia
Zsuzsa cominciò a praticare l'atletica leggera nel 1956, su consiglio del suo professore di educazione fisica, che intuì le sue enormi potenzialità fisiche, ritenendole adatte per l'agonismo sulle medie distanze. Solamente un anno dopo divenne campionessa nazionale juniores su ben tre diverse distanze. Nel 1958, dopo essersi diplomata e aver vinto un ulteriore titolo giovanile negli 800 metri con il tempo di 2 minuti e 18.9 secondi, si trasferì a Budapest per frequentare l'università e unirsi alla squadra BEAC; qui incontrò l'ingegnere Ambrus Szabó, presidente della squadra di atletica universitaria, che sposò nel 1960 adottandone il cognome, e con cui ebbe un figlio l'anno seguente.
In seguito alla gravidanza, Zsuza iniziò ad allenarsi con meno costanza e i suoi risultati iniziarono a peggiorare, tanto che nel 1963 decise di ritirarsi dalla carriera agonistica. A quelli che dovevano essere i suoi ultimi campionati nazionali, finì inaspettatamente al secondo posto dietro Olga Kazi negli 800 metri, con il tempo di 2'12"4, guadagnando così la chiamata automatica per un meeting della nazionale contro la delegazione rappresentante il Regno Unito. Nell'evento, tenutosi a Yalta, ottenne un ottimo 2'08"8 in finale, record nazionale che le valse la qualificazione ai Giochi della XVIII Olimpiade di Tokyo. Qui sfiorò il podio negli 800 metri, stabilendo però un ulteriore record nazionale a 2'03"5. Insieme al quarto posto di Antónia Munkácsi nei 400 metri piani nello stesso anno, questo rimane il piazzamento migliore mai raggiunto da un'atleta ungherese nel mezzofondo.
Poco dopo la kermesse olimpica e dopo essere diventata campionessa nazionale nei 400 metri lo stesso anno, ricevette un invito per gareggiare negli Stati Uniti, diventando la prima atleta a competere in un campionato indoor di oltrecortina durante la Guerra fredda. A Los Angeles il 13 febbraio 1965 stabilì il nuovo record del mondo sulla distanza di mezzo miglio (880 iarde) con un tempo di 2'10"5. Quello stesso anno si laureò primatista sugli 800 metri anche in patria, per poi, nel 1966 ad Albuquerque, migliorare il suo stesso record a 2'08"6. Dopo il ritorno in Europa, vinse la prima edizione dei Campionati europei di atletica leggera indoor tenutasi a Dortmund negli 800 metri con 2'07"9 e trionfò su entrambe le distanze in cui era specialista nei campionati nazionali. La sua ultima gara si tenne ai Campionati europei di atletica leggera 1966 a Budapest, che concluse con una medaglia d'argento dietro a Vera Nikolić e il nuovo record nazionale 800 metri di 2'03"1: in riconoscimento delle sue prestazioni, venne eletta dal Comitato Olimpico Ungherese come "atleta dell'anno".

## Palmarès

### Competizioni internazionali
| Anno | Manifestazione | Sede     | Evento | Risultato | Prestazione |
| ---- | -------------- | -------- | ------ | --------- | ----------- |
| 1964 | Olimpiadi      | Tokyo    | 800 m  | 4ª        | 2'03"5      |
| 1966 | Europei indoor | Dortmund | 800 m  | Oro       | 2'07"9      |
| 1966 | Europei        | Budapest | 800 m  | Argento   | 2'03"1      |

### Titoli nazionali
- 2 volte campionessa nazionale ungherese nei 400 metri (1965, 1966)
- 2 volte campionessa nazionale ungherese negli 800 metri (1964, 1966)[3]

1964
- Oro ai campionati ungheresi (Budapest), 400 metri - 55"8

1965
- Oro ai campionati ungheresi (Budapest), 800 metri - 2'05"6

1966
- Oro ai campionati ungheresi (Budapest), 400 metri - 55"8
- Oro ai campionati ungheresi (Budapest), 800 metri - 2'05"9